# Мечты идиота
«Мечты́ идио́та» — совместный российско-французский кинофильм режиссёра Василия Пичула 1993 года по сценарию Марии Хмелик, по роману «Золотой телёнок» И. Ильфа и Е. Петрова. Характеризуется как авторский фильм с элементами китча, пародийный по отношению к оригиналу; получил в основном негативные отзывы профессиональных кинокритиков. Первый показ прошел в московском Киноцентре в 1993 году.

## Сюжет
Классический сюжет «Золотого телёнка» с кардинально переделанными образами героев. Остап Бендер уже не молод, лыс, ходит с трёхдневной щетиной, носит шляпу. Шура Балаганов — железнозубый гопник в мотоциклетном шлеме. Паниковский — седовласый старик, явно «из бывших». Зося Синицкая — не хрупкая девушка, а женщина-вамп. В облике Корейко преобладают чисто хищнические, бандитские черты, а не комбинаторно-вычислительные способности.
Бендер и его команда пытаются шантажом выманить деньги у подпольного миллионера, собирая на него компромат среди чиновников. Александр Корейко — музейный работник — хранит чемоданчик с сокровищами не в скучной камере хранения, а в экзотическом аквариуме с крокодилами.
Оригинальный сюжетный ход — разветвление финала. Отчасти оно следует колебаниям авторов, отражённым в разных редакциях романа, но при этом «привычный» финал с попыткой Остапа пересечь румынскую границу приводит его к гибели, а в «альтернативном» окончании Остап не только примиряется с Зосей, но и сохраняет капитал.
Фильм снимали преимущественно в Крыму (Никитский сад, Гаспра и др.)

## В ролях
| Актёр                 | Роль                   |
| --------------------- | ---------------------- |
| Алика Смехова         | Зося Синицкая          |
| Сергей Крылов         | Остап Бендер           |
| Евгений Дворжецкий    | Шура Балаганов         |
| Станислав Любшин      | Паниковский            |
| Владимир Толоконников | Адам Козлевич          |
| Андрей Смирнов        | Александр Корейко      |
| Владимир Этуш         | Зицпредседатель Фунт   |
| Людмила Зайцева       | председатель исполкома |
| Василий Мищенко       | следователь            |
| Александр Леньков     | крупье                 |
| Юрий Назаров          | генерал                |
| Александр Негреба     | неизвестный            |
| Вацлав Дворжецкий     | нищий                  |

## Критика
Фильм получил в целом отрицательные отзывы критиков.
По словам режиссёра, «все большие фестивали последовательно отказались взять „Мечты идиота“ в программу, поскольку картина не показательна с точки зрения русской жизни, какой ее видят на Западе.»
- Писатель и литературный критик Дмитрий Быков: «Фильм Пичула высокопрофессионален … Попытка демифологизировать насквозь условный мир „Теленка“ приводит к краху этого мира — только и всего. … Пичул хочет, чтобы мы забыли о романе вообще. Значит, нужен равно убедительный Остап и равно убедительный Балаганов, не говоря уж о Паниковском. У Пичула убедителен только Корейко …»[4][5].
- Редактор и киновед Елена Плахова: «„Мечты идиота“ стали окончательным диагнозом полной изоляции. Этот фильм не пошел даже на второстепенных фестивалях, а международные эксперты обнаружили его решительное непонимание. Что самое странное, так это озлобленная реакция нашей критики, которая обычно грешит эстетским либерализмом.»[6]
- Журналистка и театральный критик Наталья Ртищева считает, что «на примере с „Мечтами идиота“ мы имеем дело с неживой материей»[7].
- Кинокритик и редактор Ирина Любарская: «…удалось снять очень своевременное, несвоевременное … и вневременное кино, … удался … скандал, основанный на осознанной и последовательной дегероизации массового культа. Пичул … представил жулика, составившего каталог записных острот советского интеллигента, толстым и некрасивым парнишей. Он вывернул заношенный плутовской роман наизнанку — и за подкладкой обнаружились крепкие швы романтической love story.»[8]
- Кинокритик, президент Гильдии киноведов и кинокритиков России Виктор Матизен считает фильм очевидной неудачей режиссера, который, по его мнению, взялся деконструировать роман средствами кинематографа.
- Киновед Александр Трошин назвал фильм «вдохновенной стилизаторски-китчевой игрой».
- Кинокритик Андрей Шемякин назвал актерскую игру провалом, а китчевую составляющую — триумфом.
- Киновед и кинокритик Андрей Плахов написал «чтобы стать поклонником этого фильма, надо знать культовый роман Ильфа и Петрова и при этом не любить его».
- Киновед и кинокритик Лев Карахан: «Печальный опыт эклектики, которая обернулась неловким соревнованием приблизительных художественных решений».
- Писатель и редактор Александр Тимофеевский: «Фильм „Мечты идиота“ слаб тем, что он недостаточно разделывается с романом. Это ведь, в самом деле, не „Война и мир“, чтобы так переживать по поводу осквернения первоисточника».
- Кинокритик и социолог Даниил Дондурей: «Это интересная попытка осуществить концептуальное пост-соцартистское кино: талантливое соединение наива, игры с рудиментами китча и с интеллигентскими стереотипами относительно Ильфа и Петрова. Рассказав свою версию советской цивилизации как бы на совковом „идиотском“ языке, Пичул сделал это столь изысканно, что даже профессионалы запутались — не смогли распознать пионерский замысел режиссера.»
- Киновед, театровед, кинокритик и режиссер Сергей Добротворский: «Если постсоветское кино занималось главным образом разрушением отживших идеологических мифов, то Василий Пичул ниспровергает миф красивый и смешной. Показывая тем самым, что если уж сокрушать прошлое, то без остатка. При этом фильм уничтожает и самого себя — за счет интонации отвращения, нелепых ходов и аляповатого китча. Зачем эта акция нужна была Пичулу — его личное дело. Но мне кажется, что дальше личного дела здесь дело не пошло.»

## Награды
- Ника: Александр Осипов, лучшая работа художника по костюмам, 1994